# 大手前丸亀中学・高等学校

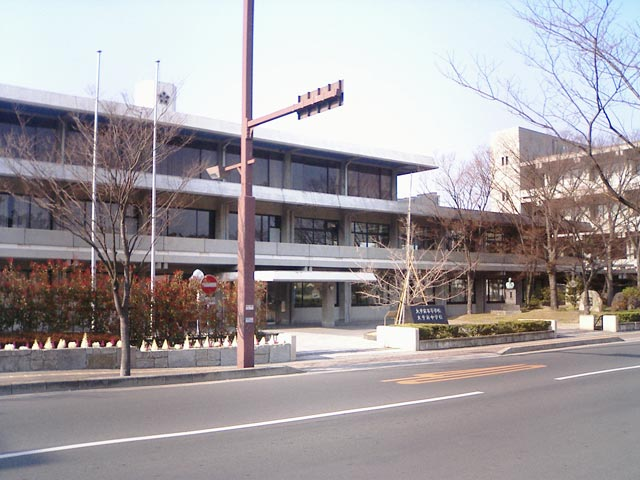
正門

大手前丸亀中学・高等学校（おおてまえまるがめちゅうがく・こうとうがっこう）は、香川県丸亀市大手町一丁目に所在する私立中学校・高等学校（完全中高一貫校）。

## 沿革
一部、大手前丸亀中学・高等学校同窓会発行「普通科創設70周年記念誌」を参照している。
- 1906年
  - 4月29日 - 丸亀和洋裁縫女学校創立（丸亀市御供所町真光寺本堂を借りる）。
- 1937年 - 三豊和洋裁縫女学校創立（三豊郡本山村）。
- 1943年 - 財団法人倉田学園創立。丸亀女子実業学校および三豊女子実業学校に昇格。
- 1948年 - 香川県大手前高等学校（設置学科：家庭科）に昇格。
- 1949年 - 旧校舎（幸町）より現校地（大手町）に移転。
- 1950年 - 香川県大手前中学校（男女共学）を併設。
- 1951年 - 学校法人倉田学園に組織変更。
- 1953年 - 高等学校に普通科設置。
- 1957年 - 高松市に高松分校設置。
- 1962年 - 小学生対象の講習会を開始。
- 1964年 - 家庭科を廃し、高等学校は普通科のみとする。
- 1971年3月 - 本館（管理棟）竣工。
- 1973年 - 高松分校が独立。
- 1977年 - 小講堂竣工。
- 1986年 - 創立80周年並びに記念図書館落成の式典挙行。
- 1992年 - 食堂棟「エスパ」完成。
- 2004年 - 創立100周年記念事業の一環として新体育館「サルトホール」の着工。2006年竣工。
- 2017年 - 校名を変更し、大手前丸亀中学・高等学校となる。
- 2019年 - 高等学校 3年制（編入クラス）の募集を停止。
- 2020年 - 普通科創設（中高一貫教育開始）70周年。
- 2023年
  - 7月17日 - 高校3年生の生徒が国際物理オリンピックで金メダルを受賞。[1][2]
  - 9月20日 - 教職員に労使協定（36協定）を結ばずに違法な時間外労働をさせ賃金の一部が未払いだったことが発覚し、丸亀労働基準監督署から是正勧告を受ける。[3]
- 2024年
  - 2月19日 - 教員12名が、残業代が支払われていないとして倉田学園に対し未払いの賃金など1億3500万円余りの支払いを求め、高松地方裁判所丸亀支部に訴えを起こす。[4][5][6]
  - 7月・8月 - 昨年9月の是正勧告後に労使協定（36協定）を結んでいたにもかかわらず、一部の教員の労働時間が協定で規定した延長可能な時間を超えていたとして2度にわたり丸亀労働基準監督署から是正勧告を受ける。[7][8]
  - 8月26日 - 瀬戸内海放送環境美化振興財団が開いている自然環境の保護などに取り組んでいる個人や団体の表彰式にて、生徒による団体「TSUNAGU」が大賞を受賞する。[9]財団から5万円の助成を受ける。[10]
  - 10月24日 - 生徒からの提案により、四国初となるアサヒ飲料「CO2を食べる自販機」を設置する。[11]
  - 11月3日 - 教職員により結成された労働組合「大手前丸亀教職員会」のホームページが開設される。
- 2025年
  - 4月1日 - 校長に平田公孝氏が就任。[12]

## 年間行事
以下は、全て令和6年度のものである。英検・数検は各自が申し込み、会場で受験することになった。また、マラソン大会は参加率が80%近くまで落ちたため、令和5年度の中止（インフルエンザの流行）からそのまま廃止となった。（体育の丸亀城内のマラソン練習は継続）

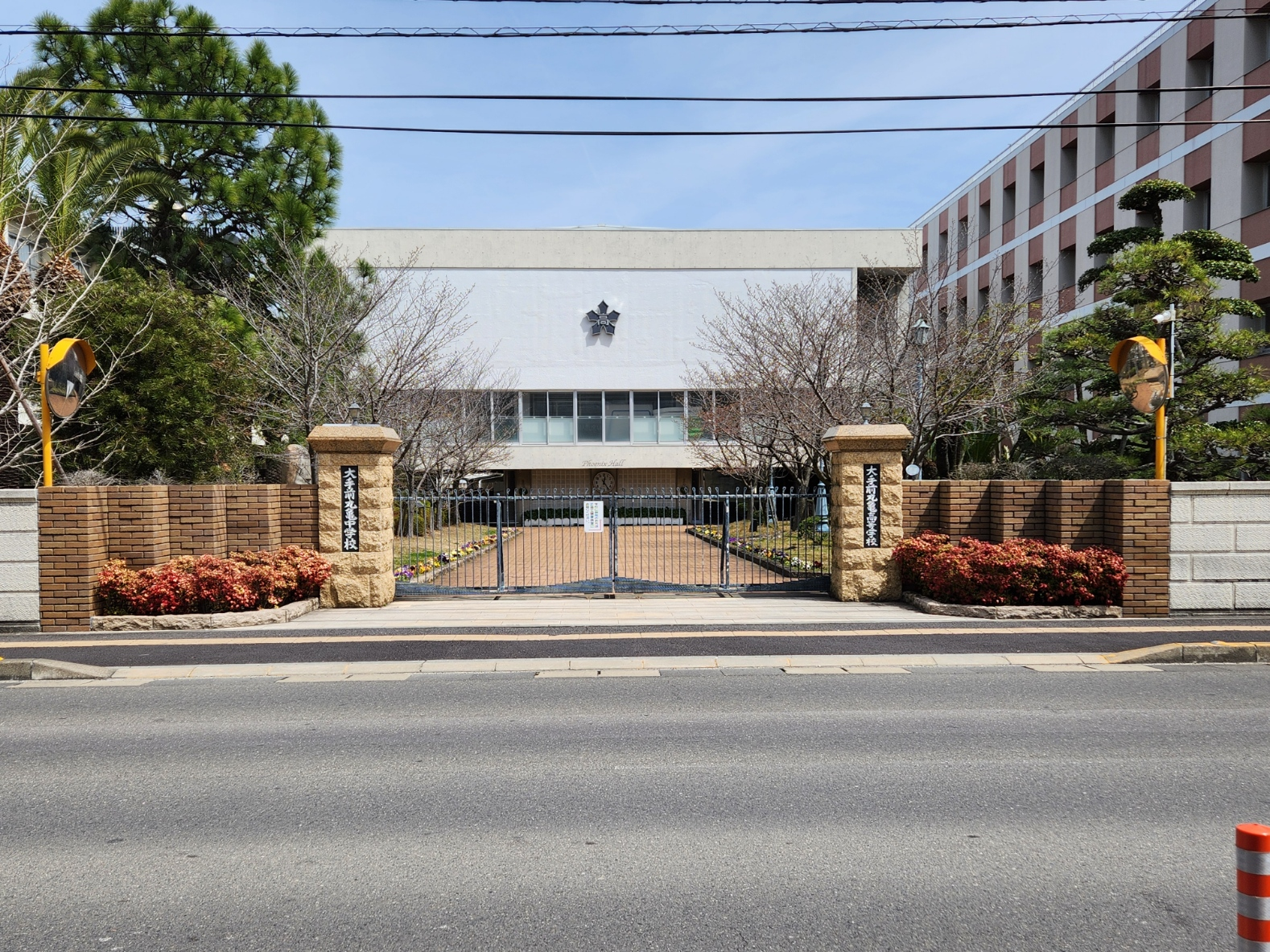
生徒通用門

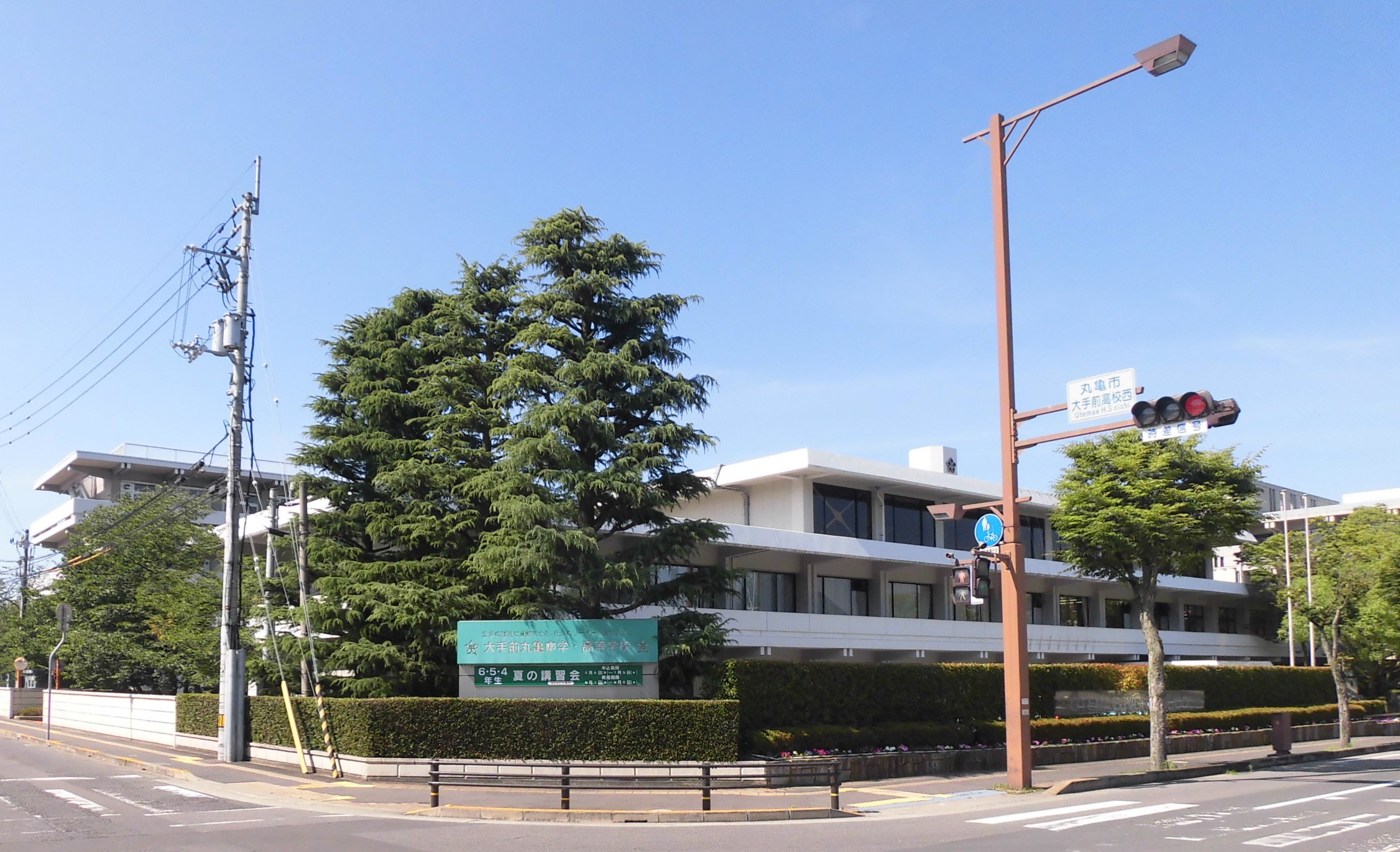
正面交差点付近

### 4月
- 入学式
- 始業式
- 対面式
- 部活動体験
- 生徒総会（生徒会役員選挙）
- 宿泊学習（中2）
- 遠足

### 5月
- 勤労体験学習（中1）
- 体育祭

### 6月

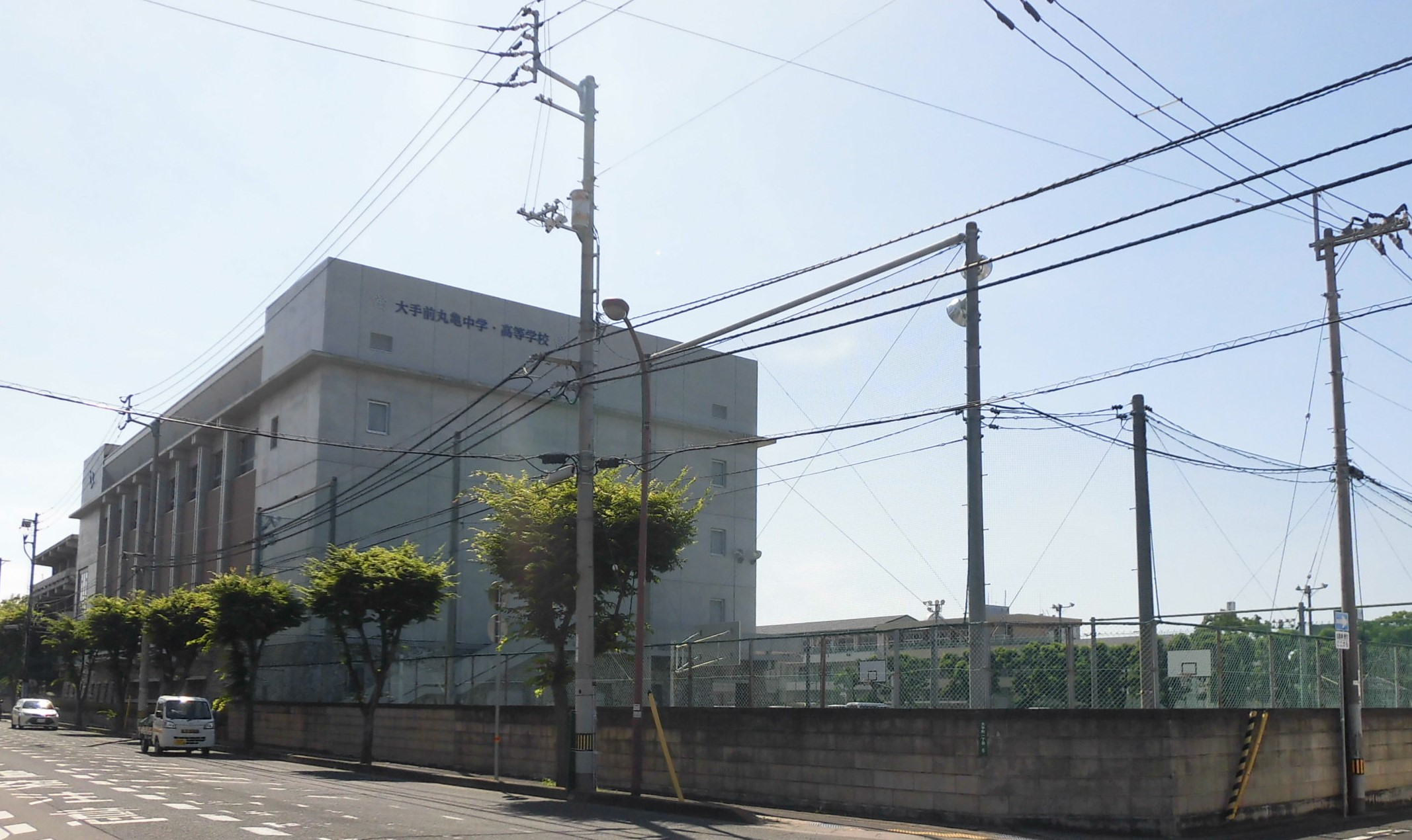
サルトホール付近

- オープンスクール
- 勤労体験学習（中2）
- 期末試験
- 文化部合同発表会

### 7月
- 芸術鑑賞教室（今年は東京演劇集団風が来校）
- 終業式
- 前期課外

### 8月
- 夏の講習会
- 後期課外
- 始業式

### 9月
- 実力試験
- 文化祭（如月祭、中1中2合同発表会）
- ホームカミングデー

### 10月
- 中間試験
- 勤労体験学習（中1）
- 遠足（中1）

### 11月
- 修学旅行（中3、高2）

### 12月
- 期末試験
- 合唱コンクール
- 文化部合同発表会
- 冬の講習会
- 中学入試（前）

### 1月
- 実力試験
- 卒業試験（高3）
- 高3生壮行会（大学入学共通テスト）
- 百人一首大会（中1・中2）
- 中学入試（後）

### 2月
- 文化部合同発表会
- 学年末試験
- 国公立大学2次試験[注 1]

### 3月
- ビブリオバトル（本選）
- 卒業式
- 修了式

## 設置課程
- 全日制
  - 普通科

## 最寄駅
- 四国旅客鉄道（JR四国）予讃線 丸亀駅
- 丸亀コミュニティバス 丸亀城前停留所

※愛媛県、岡山県、徳島県など、香川県外からの通学生も在籍している。

## 著名な出身者
政治家
- 有福哲二（坂出市長、元香川県議会議員）

学者
- 小川秀興（学校法人順天堂理事長、順天堂大学医学部名誉教授）
- 倉山満（憲政史研究者）

財界人
- 眞鍋淳（第一三共株式会社代表取締役会長兼CEO）
- 三宅俊作（JX石油開発社長、石油鉱業連盟副会長）

文化人
- 松浦理英子（小説家）
- 高畑正幸（文具王）

芸能・マスコミ関係
- ファンキー末吉（ミュージシャン、爆風スランプ）
- 曽我部恵一（ミュージシャン、サニーデイ・サービス）

その他
- 倉田眉貴子（前校長）
- 山神明理（気象予報士、防災士）

## 姉妹校
- 大手前高松中学・高等学校